# Jonas Richter
Jonas Richter (* 2. Juli 1997 in Chemnitz) ist ein ehemaliger deutscher Basketballspieler. Der 2,07 Meter große Flügelspieler zählte seit seiner Jugend zum Aufgebot der Niners Chemnitz. Im Sommer 2025 beendete er überraschend seine Karriere aus gesundheitlichen Gründen.

## Spielerlaufbahn
Richter kommt aus der Jugendabteilung des BV Chemnitz 99 und besuchte das örtliche Sportgymnasium. In der Saison 2014/15 war er mit durchschnittlich 15,6 Zählern pro Partie bester Korbschütze der Chemnitzer Mannschaft in der U19-Bundesliga NBBL. Kurz nach seinem 17. Geburtstag erhielt er bei den Sachsen einen Zweijahresvertrag und wurde im Verlaufe der Saison 2014/15 erstmals in der Männermannschaft in der 2. Bundesliga ProA eingesetzt. Weitere Spielpraxis erhielt er in Chemnitz zweiter Mannschaft in der 2. Regionalliga.
In der Saison 2016/17 entwickelte sich Richter zu einem Leistungsträger in der zweiten Liga. „Jonas hat eine große Karriere vor sich. In ein bis zwei Jahren werden die Zuschauer mehr als 10 Euro Eintritt zahlen müssen, um ihn spielen zu sehen“, sagte Cheftrainer Rodrigo Pastore Mitte November 2016 gegenüber der Chemnitzer Morgenpost, nachdem sein Schützling 15 Punkte zu einem Heimsieg gegen Nürnberg beigetragen hatte. Im Januar 2017 wurde sein Vertrag in Chemnitz bis 2018 verlängert. Er erreichte mit den 99ern im Frühling 2017 das ProA-Halbfinale und verpasste den Finaleinzug und damit den Bundesliga-Aufstieg nur knapp. Im Saisonverlauf kam er zu 33 Einsätzen und erzielte im Schnitt 6,1 Punkte sowie 3,8 Rebounds pro Partie. Am Ende der Saison wurde Richter als bester Jungspieler der ProA ausgezeichnet. In der Saison 2018/19 zog Richter mit Chemnitz wieder ins Halbfinale ein: Dort musste er sich mit seiner Mannschaft im fünften und entscheidenden Spiel 72:78 den Hamburg Towers geschlagen geben, wodurch der Aufstieg erneut nicht gelang. Im Spieljahr 2019/20 stand er mit Chemnitz an der Tabellenspitze, als die Saison Mitte März 2020 aufgrund des Coronavirus SARS-CoV-2 abgebrochen wurde. Richter, der mit 12 Punkten pro Einsatz drittbester Korbschütze der Sachsen war, und seine Mannschaft bekamen als ProA-Erster das Bundesliga-Aufstiegsrecht zugesprochen.
Im April 2024 gewann Richter mit Chemnitz den europäischen Wettbewerb FIBA Europe Cup.
Im Sommer 2025 beendete er vorzeitig seinen noch bis 2026 laufenden Vertrag. In seiner Bekanntgabe zum Karriereende gab er unüberwindbare mentale Belastungen an.

### Nationalmannschaft
Im Mai 2017 wurde Richter in den Kader der deutschen U20-Nationalmannschaft und ein Jahr später ins Aufgebot der A2-Nationalmannschaft berufen. Mit der A2 wurde er bei der Sommeruniversiade 2019 in Neapel Fünfter. Im Februar 2023 berief ihn Bundestrainer Gordon Herbert in die A-Nationalmannschaft und gewährte ihm im selben Monat sein erstes Länderspiel für die DBB-Auswahl.